# Церква Різдва Пресвятої Богородиці (Тисмениця)
Церква Різдва Пресвятої Богородиці (Тисмениця) — дерев'яна церква в м. Тисмениця (вул. Монастирська, 32), Івано-Франківської області, Україна,  пам'ятка архітектури національного значення, датована XVIII ст..

## Історія
Церква датована XVIII ст. (за різними даними - 1715, 1732, 1736  роками). Вона була збудована на території монастиря за кошти пані Грабіни Єлени Велигурської за настоятеля монастиря ігумена Ілії Юроца. Після ліквідації в 1744 році монастиря церква стала міською. Храм розташовується на північ від центру міста, біля лівого берега р. Ворона. В радянські часи церква охоронялась як пам'ятка архітектури Української РСР (№ 237).

## Архітектура
Храм хрестоподібний довжиною 22 метри і шириною 17 метрів, збудований з дубових брусів. Верхні частини бокових зрубів мають п'ятигранну форму. Притвор церкви прямокутної форми, як і її бабинець. До вівтаря прилягають дві широкі ризниці. Над п'ятисхилим дахом бічних зрубів збудовані маківки грушеподібної форми, а восьмигранну верхівку нави накриває шатровий дах, покритий бляхою, з грушеподібною маківкою. Храм має широке опасання, яке базується на випусках зрубів. Стіни церкви оббиті фальшбрусом. По периметру храму розташовані прямокутні вікна.
В інтер'єрі збереглися розписи XIX ст. та пятирядний іконостас з різьбленням та розписом в барочно-ренесансному стилі.

## Дзвіниця
Дзвіниця поруч з церквою визнана пам'яткою архітектури національного значення за № 1157. Дзвіниця триярусна, прямокутна. Нижній ярус має різну структуру (східна його частина зі зрубу, західна каркасного типу), а також має арочні ворота. Верхні яруси каркасні, третій з яких сформований у формі аркади-галереї та перекритий шатровим дахом. Розміри дзвіниці 4 на 4,5 м.

## Див також
- Церква Благовіщення Пречистої Діви Марії (Коломия);
- Манявський скит;
- Церква Різдва Пресвятої Богородиці (Криворівня);
- Церква Вознесіння Господнього (Устеріки);
- Церква святого Василія Великого (Черче).